# Мокр фон Ментебрад
Мокр фон Ментебрад (на английски: Moist von Lipwig), в първото издание на книгата „Пощоряване“ транскрибиран като Моист Фон Липуиг, е герой от Светът на Диска, главен персонаж в романите „Пощоряване“ (Going Postal) и „Опаричване“ (Making Money) на английския автор Тери Пратчет.
Името му е игра на думи, характерна за Тери Пратчет – от английски: moist (влага) и lipwig (портманто́ от устна и перука).
Ментебрад е роден в Юбервалд. Загубва родителите си в ранна възраст, и е отгледан от дядо си. Избягва от училище и става пътуващ измамник.
В „Пощоряване“, която дава начало на приключенията му като честен човек, той е „спасен“ от бесилото от Патриция на Анкх-Морпорк лорд Ветинари, за да поеме управлението на Пощата, и да я превърне в достоен конкурент на Семафорната линия (монополист в разпространяването на информация в Света на Диска, използван безскрупулно от своите собственици). Мокр се справя повече от добре с тази задача, и се превръща в един от най-уважаваните и известни граждани на Анкх-Морпорк.
В „Опаричване“ Мокр поема нова длъжност – началник на Кралския монетен двор, и за първи път въвежда книжните пари в Анкх-Морпорк, познати дотогава само в Ахатовата империя (в Светът на Диска).